# Теплі Сітон
Сер Семюел Веймут Теплі Сітон (англ. Sir Samuel Weymouth Tapley Seaton, 28 липня 1950, острів Сент-Кіттс — 30 червня 2023) — генерал-губернатор Сент-Кіттс і Невісу з 19 травня 2015 року (до 2 вересня того ж року — виконувач обов'язків) до 31 січня 2023 року.

## Освіта
Сітон здобув початкову й середню освіту у школі Бастер та гімназії Сент-Кіттс і Невіс. Далі навчався в Раді юридичної освіти, де отримав диплом, та в університеті Бордо у Франції.
Здобув ступінь бакалавра в галузі юриспруденції в ямайському кампусі університету Вест-Індії, став бакалавром у галузі права. Надалі захистив диплом в університеті Бордо.

## Кар'єра
Вступив на судову службу в Сент-Кіттс і Невіс і був секретарем Верховного Суду, проректором і виконуючим обов'язки додаткового магістрату. В 1975 році Сітон служив головним адвокатом у Генерального прокурора і виконував функції секретаря високого суду. В 1980 році він став Генеральним Прокурором Сент-Кіттс і Невіс, посаду обіймав до 1995 року. В 1988 році він був призначений одним з радників Її Величності (Королівським адвокатом). Має також звання командора Королівського Вікторіанського ордена (CVO) 23. жовтня 1985 року. Він був нагороджений званням лицаря великого Хреста ордена Святого Михайла і Святого Георгія (GCMG) 9. листопада 2015 року
Крім своїх службових обов'язків, Сітон служив в різних радах, національних комітетах і організаціях. Ось деякі з цих посад: директор SSMC, в Торгово-промисловій палаті, і Frigate Bay Development Corporation; Президент Збереження суспільства Сент-Кіттсу (нині Суспільство народної довіри Сент-Крістофер), Асоціації адвокатів Сент-Кіттс і Невіс та Асоціації адвокатів ОВКГ; Віце-президент парку Брімстон Хілл імені Святого Кристофера.